# Moïse Sahi
Moïse Orell Dion Sahi (* 20. Dezember 2001 in Abidjan) ist ein ivorisch-malischer Fußballspieler, der seit 2021 bei Racing Straßburg unter Vertrag steht.

## Karriere

### Verein
Sahi begann seine Karriere in Mali bei Afrique Football Élite. Im Januar 2021 wechselte er auf den europäischen Kontinent zu Racing Straßburg. Dort stand er zunächst nicht im Kader, debütierte aber im April desselben Jahres im Ligaspiel gegen Girondins Bordeaux, als er in der vierten Minute der Nachspielzeit der zweiten Hälfte für Habib Diallo ins Spiel kam. In den kommenden fünf Spielen wurde er ebenso jeweils in der zweiten Hälfte eingewechselt, so dass er in Summe in der Saison 2020/21 sechs Spiele in der Ligue 1 absolvierte. Zu Beginn der kommenden Spielzeit fiel er zunächst aufgrund einer Oberschenkelverletzung aus, ab dem zwölften Spieltag übernahm er die Rolle eines Ergänzungsspielers und kam in acht Partien in der Liga zum Einsatz. Im August 2022 wurde der Ivorer für ein Jahr an den Zweitligisten FC Annecy ausgeliehen.